# Baraka (film)
Baraka är en dokumentärfilm från 1992 som skildrar kultur, natur och olika religiösa ritualer. Bakom Baraka står den amerikanska regissören och filmfotografen Ron Fricke.
Ordet Baraka kommer från arabiska och betyder en välsignelse. Filmen är icke narrativ och har varken handling eller skådespelare. Filmmusiken är skriven av bland annat Michael Stearns. Musiken är inspirerad av religiösa ritualer och natur.
De fem personer som utgjorde filmteamet besökte 152 orter i 24 länder över 13 månader. Baraka filmades i länder i sex olika kontinenter: Argentina, Australien, Brasilien, Kambodja, Kina, Ecuador, Egypten, Frankrike, Hongkong, Indien, Indonesien, Iran, Israel, Italien, Japan, Kenya, Kuwait, Nepal, Polen, Saudiarabien, Tanzania, Thailand, Turkiet och USA.  
Baraka är bland annat filmad i koncentrationsläger i Auschwitz och i det kommunistiska fängelset Tuol Sleng i Kambodja. Filmen visar hur människans relation till naturen och livet både är harmoniskt och destruktivt. Den visar sekvenser med allt ifrån massgravar, skogsskövling till slående naturscener.
Baraka är filmad med 70mm film. Det planeras att släppas en uppföljare år 2011, Samsara.
[uppföljning saknas]
I oktober 2008 släpptes en digital remastrad version av Baraka ut på Blu-Ray Disc och DVD. 
Baraka finns även som fotobok ”Baraka a visual journal”. Den innehåller 58 fotografier som är tagna av Barakas producent, Mark Magidson, som under skapandet av filmen tog bilderna. 